# Хотень Первый
Хотень Первый (укр. Хотень Перший) — село в Изяславском районе Хмельницкой области Украины.
Население по переписи 2001 года составляло 296 человек. Почтовый индекс — 30321. Телефонный код — 3852. Занимает площадь 0,883 км². Код КОАТУУ — 6822185103.

## Местный совет
30320, Хмельницкая обл., Изяславский р-н, с. Плужное, ул. Бортника, 7